# Gumsehuvud
Gumsehuvud är ett, numera vedertaget namn på en medeltida frälsesläkt, vars medlemmar själva enbart brukade förnamn och farsnamn (patronymikon). Den mest kända personen i denna släkt är drottning Katarina av Sverige och Norge.
Ätten härstammande från en man vid namn Orm som är känd endast genom sina barns patronymikon. Den tidigast i källorna förekommande av dem är riddaren Folke Ormsson (död omkring 1359), som nämns levande första gången 1330 och förde i sitt vapen kluven spets. 
Gumsehuvudvapnet kan inom denna släkt tidigast beläggas hos Orm Folkesson som är omnämnd 1379 när han satt fången på borgen Axevalla hus i Västergötland, som då innehades av kung Håkan Magnussons anhängare, och Folke Ormsson tros därför ha tillhört kung Albrekts parti. Namnskicket och godshistoriska indicier talar för att han var son till Folke Ormsson. Mer hypotetiskt är ett antagande, att han var ingift i den släkt Sture som förde gumsehuvudvapnet, och att han upptagit dess vapen.
En son till Orm Folkesson var Karl Ormsson (levde 1443). Han vann insteg i högfrälset genom att gifta sig först med södermanlandslagmannen Nils Erengislessons (Hammerstaätten) systerdotter Märta Gregersdotter (Aspenäsätten) och sedan med riksrådet Staffan Ulfsson (Ulv)s dotterdotter Ingeborg Bengtsdotter (Vinstorpaätten). Karl Ormsson uppnådde riksrådsvärdighet senast 1435.
Karl Ormssons dotter Katarina Karlsdotter (1418-1450) gifte sig 5 oktober 1438 i Stockholm med Karl Knutsson (Bonde), och blev drottning av Sverige och Norge (1448–1450), när maken var kung över dessa riken.
Släkten utdog 1486 med Karl Ormssons son upplandslagmannen Gustav Karlsson.

## Kända medlemmar
- Karl Ormsson (Gumsehuvud)
- Gustav Karlsson (Gumsehuvud)
- Katarina Karlsdotter (Gumsehuvud)

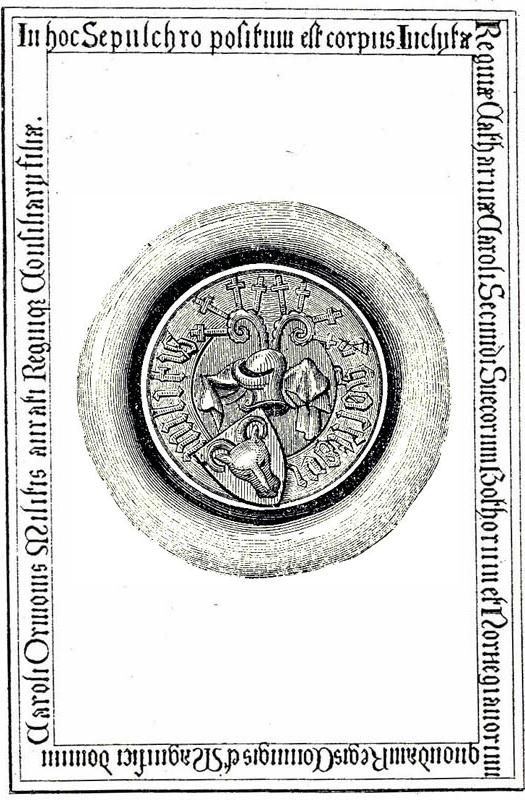
Gravstenen för Katarina Karlsdotter (Gumsehuvud) med ättens vapen insatt till en bokillustration.